# Guozhen (sockenhuvudort i Kina, Shaanxi, lat 33,33, long 105,82)
Guozhen är en sockenhuvudort i Kina. Den ligger i provinsen Shaanxi, i den nordvästra delen av landet, omkring 300 kilometer väster om provinshuvudstaden Xi'an. Antalet invånare är 11 337. Befolkningen består av 5 247 kvinnor och 6 090 män. Barn under 15 år utgör 13,0 %, vuxna 15-64 år 74 %, och äldre över 65 år 11,0 %.
Runt Guozhen är det ganska tätbefolkat, med 67 invånare per kvadratkilometer. Guozhen är det största samhället i trakten. I omgivningarna runt Guozhen växer i huvudsak blandskog.
Genomsnittlig årsnederbörd är 932 millimeter. Den regnigaste månaden är juli, med i genomsnitt 227 mm nederbörd, och den torraste är december, med 1 mm nederbörd.